# عبد الرحمن العبدلياني
نُورُ الدِّينِ أَبُو طَالِبٍ عَبْدُ الرَّحْمَنِ بْنُ عُمَرَ بْنِ أَبِي الْقَاسِمِ بْنِ عَلِيِّ بْنِ عُثْمَانَ الْبَصْرِيُّ الْعَبْدِلِيَّانِيُّ الضَّرِيرُ ويُعرف اختصارًا بـ عبد الرحمن العبدلياني (12 ربيع الأول 624 – 1 شوال 684هـ / 1227 – 1285م) فقيه مسلم ومفسّر عراقي في القرن 13 م/ 7 هـ في العصر العبّاسي الثالث. ولد في قرية عبدليا من نواحي البصرة وإليها نسبته، وقدم البصرة فتعلم وعلّم بها. كف بصره سنة 634 هـ/ 1237 م، وأذن له بالإفتاء سنة 648 هـ/ 1250 م. ورحل إلى بغداد سنة 657 هـ/ 1259 م ففوض إليه التدريس للحنابلة في المدرسة البشيرية ثم في المدرسة المستنصرية سنة 681 هـ/ 1283 م. كان عالماً فاضلاً ولقب بـالعلامة. توفي في بغداد ودفن بها بمقبرة الإمام أحمد بن حنبل. من كتبه جامع العلوم في تفسير كتاب الله الحي القيوم.

## سيرته
هو عبد الرحمن بن عمر بن أبي القاسم بن علي البصري العبدلياني، نور الدين، أبو طالب. ولد في 12 ربيع الأول 624 هـ/ 1 مارس 1227 م في قرية عبدليا/ عبدليان من نواحي البصرة وإليها نسبته. نشأ وتعلم في البصرة ثم في بغداد وسمع من المجد بن تيمية وغيره، وولي التدريس بالبصرة وأفتى وتفقه عليه جماعة منهم صفي بن عبيد. حدث عن يوسف بن الجوزي وأجاز للبررنالي. نقل إلى تدريس في المدرسة المستنصرية. له طريقة في علم الخلاف. 

ذكره السيوطي في طبقات المفسرين وقال عنه «عبد الرحمن بن عمر بن أبي القاسم العلامة نور الدين البصري العبدلياني الحنبلي... ولي تدريس المستنصرية بعد ابن عكبر وله تصانيف منها كتاب جامع العلوم في التفسير وشرح الخرقي والشافي في المذهب وله طريقة في علم الخلاف مات ليلة عيد الفطر سنة أربع وثمانين وستمائة وله ستون سنة.»

توفي العبدلياني في 1 شوال 684 هـ/ 29 نوفمبر 1285 م في بغداد ودفن بمقبرة الإمام أحمد بن حنبل بباب حرب.

## مؤلفاته
له من المصنفات:
- جامع العلوم في تفسير كتاب الله الحي القيوم
- الحاوي في الفقه
- الكافي في شرح الخرقي
- الشافي في المذهب
- الواضح في شرح الخرقي
- مشكل کتاب الشهادات
- طريقة في الخلاف، تحتوي على عشرين مسألة
- مختصر المجرد

### فهرس المراجع
1. 1 2 3 4 5 6 7  العبدلياني (2009)، ج. 1، ص. 12.
2. 1 2 3  الزركلي (2002)، ج. 3، ص. 319.
3. ↑  العبدلياني (2009)، ج. 1، ص. 22.
4. ↑  العبدلياني (2009)، ج. 1، ص. 19.
5. ↑  العبدلياني (2009)، ج. 1، ص. 15.
6. 1 2  العبدلياني (2009)، ج. 1، ص. 16.
7. ↑  العبدلياني (2009)، ج. 1، ص. 21.
8. ↑  العبدلياني (2009)، ج. 1، ص. 18.
9. 1 2  نويهض (1988)، ج. 1، ص. 270.
10. ↑  السيوطي (1976)، ص. 62.
11. ↑  مجلة الحكمة (2003)، ج. 2، ص. 1176.
12. ↑  كحالة (1961)، ج. 5، ص. 161.
13. ↑  الطريقي (2001)، ج. 3، ص. 254–257.

### بيانات المراجع (مُرتَّبة حسب تاريخ النشر)
- عمر رضا كحالة (1961)، معجم المؤلفين: تراجم مصنفي الكتب العربية (ط. 1)، دمشق: المكتبة العربية، مكتبة المثنى، دار إحياء التراث العربي، OCLC:4771170447، QID:Q113535201
- جلال الدين السيوطي (1976)، طبقات المفسرين، تحقيق: علي محمد عمر، القاهرة: مكتبة وهبة، QID:Q121085859
- عادل نويهض (1988)، مُعجم المُفسِّرين: من صدر الإسلام وحتَّى العصر الحاضر (ط. 3)، بيروت: مؤسسة نويهض الثقافية للتأليف والترجمة والنشر، OCLC:235971276، QID:Q122197128
- عبد الله بن محمد بن أحمد الطريقي (2001). معجم مصنفات الحنابلة من وفيات 241- 1420هـ (ط. 1). الرياض: عبد الله بن محمد بن أحمد الطريقي. ISBN:9960-39-261-9. OL:13210417M. QID:Q116994896.
- خير الدين الزركلي (2002)، الأعلام: قاموس تراجم لأشهر الرجال والنساء من العرب والمستعربين والمستشرقين (ط. 15)، بيروت: دار العلم للملايين، OCLC:1127653771، QID:Q113504685
- وليد بن أحمد الحسين الزبيري؛ إياد بن عبد اللطيف القيسي؛ مجموعة من المؤلفين (2003)، الموسوعة الميسرة في تراجم أئمة التفسير والإقراء والنحو واللغة: من القرن الأول إلى المعاصرين مع دراسة لعقائدهم وشيء من طرائفهم، مانشستر: مجلة الحكمة، QID:Q124614368
- أبو طالب عبد الرحمن بن عمر البصري العبدلياني (2009). كتاب الحاوي. دراسة وتحقيق: عبد الملك بن عبد الله بن دهيش (ط. 1). مكة: مكتبة الأسدي.